# Roberts Kalkis
Roberts Kalkis (* 22. prosince 1998, Riga) je lotyšský profesionální hokejový obránce.  Aktuálně působí od listopadu 2024 v klubu HC Frýdek-Místek (Maxa liga) na farmě HC Oceláři Třinec, který hraje ELH.

## Hráčská kariéra
Kalkis je odchovancem klubu HK Riga, ve kterém působil až do roku 2019, v sezoně 2018/2019 odehrál rovněž pět zápasů za Dynamo Riga v Kontinentální hokejové lize. V roce 2019 odešel do klubu HK Zemgale, hrajícího nejvyšší lotyšskou ligu. V roce 2022 Kalkis přestoupil do klubu Iisalmen Peli-Karhut, hrajícího druhou nejvyšší finskou soutěž. V něm však vydržel pouhou sezónu, když na sezónu 2023/2024 odešel do francouzské ligy do klubu Spartiates de Marseille. Před sezónou 2024/2025 se Kalkis vrátil do HK Zemgale. V listopadu byl oznámen jako nová posila týmu HC Frýdek-Místek, hrajícího Maxa ligu, který je farmou HC Oceláři Třinec, který hraje ELH.

## Reprezentace
Kalkis reprezentoval Lotyšsko na mistrovství světa 2016, kde odehrál celkově sedm zápasů. Nominován byl také na mistrovství světa 2018, kde odehrál dva zápasy.